# Ciaxares II
Ciaxares II foi um rei dos medos cujo reinado é descrito pelo historiador grego Xenofonte. Algumas teorias têm equiparado esta figura com o "Dario, o Medo" nomeado no Livro de Daniel. Ele não é mencionado nas histórias de Heródoto ou Ctésias, e muitos estudiosos duvidam que ele realmente tenha existido. A questão de sua existência incide sobre se o reino dos medos se fundiu pacificamente com o dos persas por volta de 537 a.C., conforme narra Xenofonte (8.6.22, 8.7.1), ou foi subjugado na rebelião dos persas contra o avô de Ciro em 559 a.C., uma data derivada de Heródoto (1.214) e quase universalmente aceita pelos estudos atuais.